# Dennis Brown

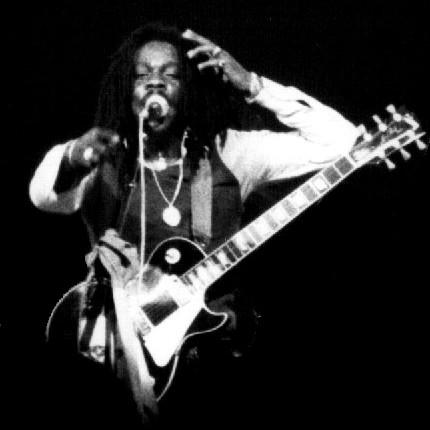
Dennis Brown

Dennis Emmanuel Brown (* 1. Februar 1957 in Kingston; † 1. Juli 1999 ebenda) war ein jamaikanischer Reggae-Sänger. Sein Werk besteht aus über 75 Alben, die er seit den frühen 1970er Jahren bis zu seinem Tod aufnahm. Brown galt als der Lieblingssänger von Bob Marley. Sein Beiname war „The Crown Prince of Reggae“.
Browns gesundheitlicher Zustand war Anfang der 1990er Jahre durch den langjährigen Konsum von Kokain massiv geschädigt. Im Mai 1999, während einer Brasilientour, diagnostizierten die Ärzte bei ihm eine Lungenentzündung. Als er wieder zurück in Kingston war, wurde Brown am 30. Juni 1999 aufgrund eines Kreislaufstillstands ins Universitätsklinikum Kingston eingeliefert. Er starb nur einen Tag später. Als offizielle Todesursache wird Pneumothorax genannt. Brown hinterließ eine Frau und insgesamt 13 Kinder.

## Diskografie
- 1970 – No Man Is an Island
- 1971 – If I Follow My Heart
- 1972 – Super Reggae & Soul Hits
- 1973 – Superstar
- 1974 – Deep Down
- 1975 – Just Dennis
- 1976 – Visions
- 1977 – Westbound Train
- 1977 – Wolf & Leopards
- 1979 – Joseph’s Coat of Many Colors
- 1979 – So Long Rastafari
- 1979 – Words of Wisdom
- 1979 – Best of Volume I
- 1980 – Live at Montreux
- 1980 – Spellbound
- 1981 – Money in My Pocket
- 1982 – Best of Volume II
- 1982 – Love Has Found Its Way
- 1982 – More
- 1982 – Stagecoach Showcase
- 1982 – Yesterday, Today, & Tomorrow
- 1983 – Satisfaction Feeling
- 1983 – The Prophet Rides Again
- 1984 – Judge Not (mit Gregory Isaacs)
- 1984 – Love’s Got a Hold On Me
- 1985 – Revolution
- 1985 – Slow Down
- 1986 – Wild Fire (mit John Holt)
- 1986 – Brown Sugar
- 1986 – History
- 1986 – Hold Tight
- 1987 – The Exit
- 1987 – So Amazing (mit Janet Kay)
- 1988 – Inseparable
- 1989 – No Contest (mit Gregory Isaacs)
- 1989 – Death Before Dishonor
- 1989 – Good Vibrations
- 1990 – Over Proof
- 1990 – Unchallenged
- 1992 – Beautiful Morning
- 1992 – Blazing
- 1992 – Friends For Life
- 1992 – If I Didn’t Love You
- 1993 – Best Of – Musical Heatwave 1972-75
- 1993 – Cosmic Force
- 1993 – It’s The Right Time
- 1994 – Light My Fire
- 1995 – Open The Gate – Greatest Hits Volume II
- 1996 – Milk & Honey
- 1998 – Tracks of Life
- 1999 – Bless Me Jah
- 1999 – The Great Mr Brown
- 2000 – Academy
- 2000 – May Your Food Basket Never Empty
- 2002 – Dennis Brown In Dub (mit Niney the Observer)
- 2002 – Memorial: Featuring John Holt
- 2002 – The Promised Land 1977-79
- 2003 – The Complete A&M Years
- 2004 – Dennis Brown Conqueror: An Essential Collection
- 2006 – Sledgehammer Special (mit King Tubby)
- 2006 – Super Reggae & Soul Hits
- 2018 – Tracks of Life
- Absolutely the Best of Dennis Brown: The King of Lover’s Rock
- Dennis Brown Sings Gregory Isaacs
- Dennis Brown & Freddie McGregor: Reggae Giants
- Go Now
- Rare Grooves: Reggae Rhythm & Blues Volume II
- Dennis Brown Presents Prince Jammy